# Herb gminy Ustronie Morskie
Herb gminy Ustronie Morskie – jeden z symboli gminy Ustronie Morskie, ustanowiony 24 października 1997.

## Wygląd i symbolika
Herb przedstawia na tarczy w polu srebrnym czerwonego gryfa (symbol województwa), trzymającego w rękach złoty kwiat mikołajka nadmorskiego, a pod nim dwa faliste pasy: błękitny i złoty (morze i piasek nadmorski).